# Zynzus magnus
Zynzus magnus – gatunek błonkówki  z rodziny obnażaczowatych i podrodziny Sterictiphorinae.

## Zasięg występowania
Ameryka Północna, występuje w płn. Arizonie, Nowym Meksyku i Teksasie w USA oraz w Meksyku. 

## Budowa ciała
Imago osiąga 5-6 mm długości.